# Lao Ái
Lao Ái (chữ Hán: 嫪毐; ?-238 TCN), tên ông dịch đúng phải là Liệu Ải, tước Trường Tín hầu (長信侯) là "sủng thần" của Triệu thái hậu trong triều đình nước Tần thời Chiến Quốc trong lịch sử Trung Quốc. Ông là cận vệ trong hoàng cung nước Tần với danh nghĩa là hoạn quan nhưng thực chất là người phục vụ riêng cho Triệu Cơ. Lao Ái đã lợi dụng sự tư thông với thái hậu Triệu Cơ đã xây dựng cho mình một thế lực lớn. Sau khi Doanh Chính đăng cơ là Đại vương nước Tần, vụ việc bị phát giác, Lao Ái cùng với 2 người con riêng của thái hậu bị giết.

## Xuất thân
Theo ghi chép của sử ký Tư Mã Thiên, Lao Ái vốn là người cao lớn khỏe mạnh, năng lực tình dục mạnh, thường khiến nhiều đàn bà con gái ngoài chợ theo đuổi. Thừa tướng Lã Bất Vi mang ông vào phủ làm người hầu hạ.
Việc Triệu Cơ và Doanh Chính về nước và lên ngôi có công sắp xếp rất lớn của Thừa tướng Lã Bất Vi. Sau này khi Tần vương Chính đã lớn mà thái hậu tiếp tục thông dâm với Bất Vi. Lã Bất Vi sợ lộ mối quan hệ giữa mình và Triệu Cơ sẽ gây hậu quả lớn trong con đường chính trị bèn ngầm tìm kẻ có năng lực tình dục cao cho Triệu Cơ thỏa mãn để thay mình.
Lao Ái là người có dương vật lớn thường hay lấy làm trò vui, có thể đem tra vào bánh xe gỗ đồng mà đi. Lã Bất Vi phao tin đến Triệu Cơ. Thái hậu nghe chuyện rồi, muốn được riêng Lao Ái. Bất Vi vờ sai người tố cáo ông phạm tội đáng thiến. Bất Vi lại báo với thái hậu: Nên có kẻ giả bị thiến này làm chức Cấp Sự Trung. Thái hậu bèn ngầm cho kẻ coi việc thiến nhiều tiền. Viên quan coi án lại luận tội vờ, nhổ râu mày làm cho hoạn quan Lao Ái nhờ vậy được vào hầu thái hậu.

## Gian dâm với Triệu Cơ
Lao Ái cùng Triệu Cơ gian dâm, sinh được hai con trai, sợ người ta biết chuyện, bèn vờ xem bói nói nên tránh mùa dời cung sang đất Ung. Lao Ái thường đi theo được thưởng rất hậu, việc gì cũng do Lao Ái quyết định. Nhà Lao Ái tôi tớ vài nghìn người, các khách cầu làm quan, làm môn hạ cho ông đến hơn nghìn người.
Năm 238 TCN, Tần vương Chính đã ngoài 20 tuổi. Có người phát giác Lao Ái thực không phải là hoạn quan, thường tư thông với thái hậu, sinh hai con đều giấu đi. Lao Ái còn mưu với thái hậu: hễ Tần vương Chính chết thì đưa con mình lên làm vua.
Tần Vương Chính liền giao cho pháp đình xét, biết rõ sự tình. Tháng 9 giết ba họ nhà Lao Ái, lại giết hai con do thái hậu đẻ ra và đày thái hậu sang đất Ung. Nhà cửa các môn hạ của Lao Ái đều bị tịch thu và họ bị đày sang đất Thục.

## Nghĩa rộng
Lao Ái đôi khi còn được một số báo đài chỉ về những trai bao.